# 波茲南 (羅基特涅區)
51°35′31″N 27°28′7″E / 51.59194°N 27.46861°E
波茲南（烏克蘭語：Познань），是烏克蘭西北部的村莊，隸屬里夫內州的薩爾內區。該村始建於1906年，面積55.3平方公里，海拔高度143米，2001年人口1,375，人口密度每平方公里24.9人。